# یوآنا یارمووویچ
یوآنا یارمووویچ (لهستانی: Joanna Jarmołowicz؛ زادهٔ ۱۹ آوریل ۱۹۹۴) بازیگر اهل لهستان است.
از فیلم‌ها یا مجموعه‌های تلویزیونی که وی در آن‌ها نقش داشته است، می‌توان به در خوشی و سختی و عشق اول اشاره نمود.